# Binarowa
Binarowa [binaˈrɔva] là một ngôi làng ở miền nam Ba Lan.
Ngôi làng là địa điểm của Nhà thờ Tổng lãnh Thiên thần Thánh Michael, được xây dựng vào đầu thế kỷ 16. Đây là một trong sáu nhà thờ gỗ của miền Nam nhỏ Ba Lan, trên UNESCO danh sách Di sản thế giới từ năm 2003.

## Nội thất nhà thờ

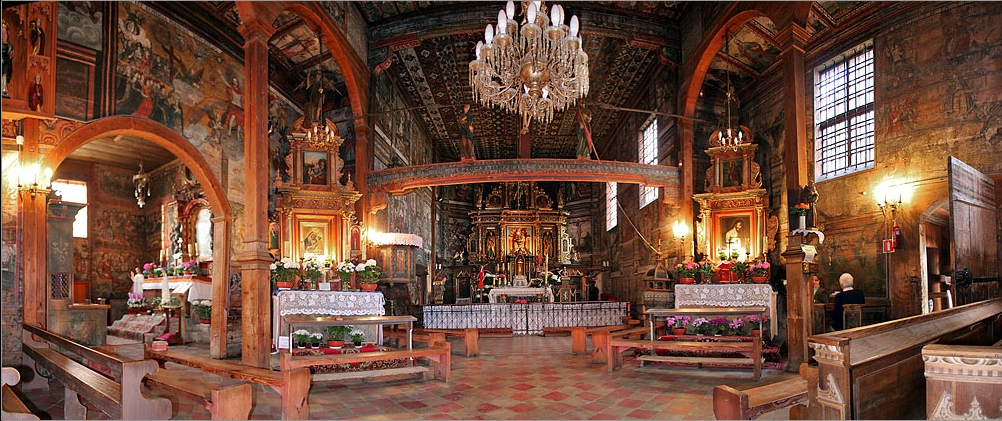
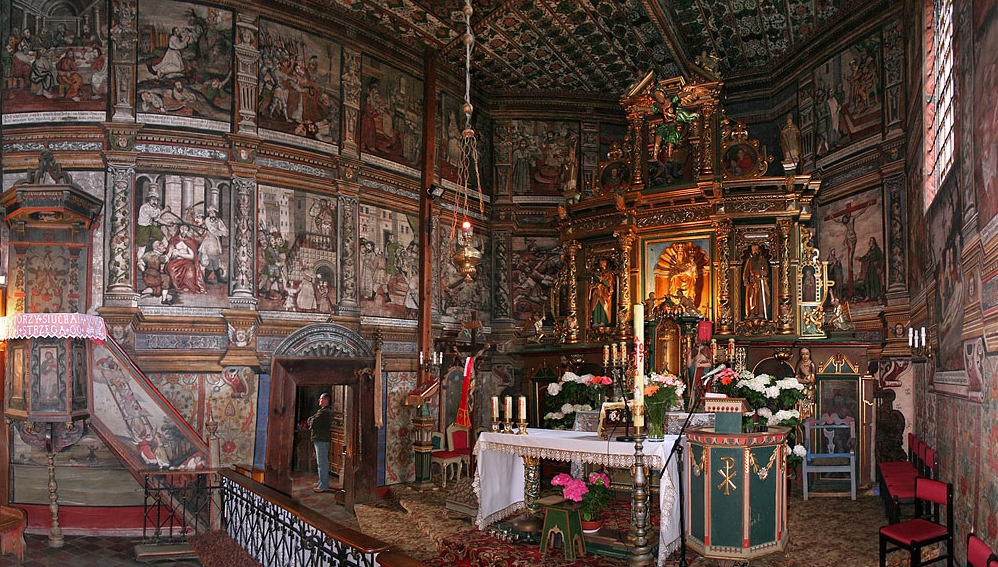
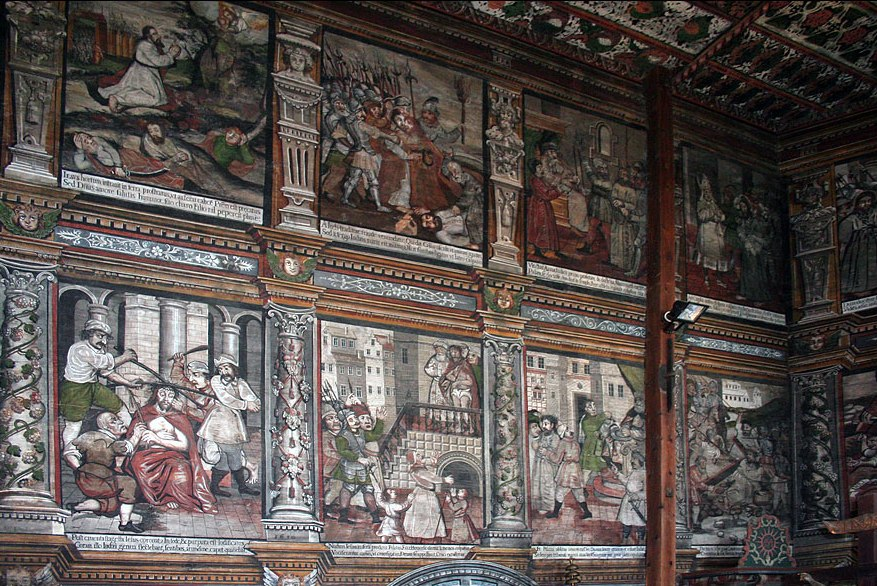